# Дюма на Кавказе
«Дюма на Кавказе» — советский комедийный художественный фильм 1979 года режиссёра Хасана Хажкасимова. Фильм снят на киностудии им. М. Горького, Александра Дюма сыграл Карлис Себрис.
Это весёлая фантазия о приключениях великого французского писателя во время его путешествия по Кавказу.

## Сюжет
Во вступлении сообщается, что в фильме пойдёт речь о событиях, которые не были отражены в книге Дюма «Кавказ», посвящённой его путешествию на Кавказ в 1859 году.
Несмотря на предупреждение о возможных опасностях, Дюма отправляется в путь по горам Кавказа без сопровождения солдат, с одним лишь своим слугой Бланше. Дюма в восторге от окружающего его пейзажа. Он спасает от самоубийства юношу по имени Азамат, а вскоре Дюма и Бланше встречают двух товарищей по несчастью — отставного русского солдата Ерофея и торговца Бабадула. Их обоих обидел местный черкесский князь Вахвари: он отобрал у Ерофея ружьё, а у Бабадула кишмиш, а вдобавок снял с обоих штаны. Вахвари же и виновник страданий Азамата: Азамат и дочь Вахвари, красавица Марджанет, полюбили друг друга, но князь и слышать не хотел о свадьбе и выгнал Азамата.
Дюма решает вмешаться и убедить князя изменить своё решение. Он направляется к Вахвари, однако по приказу последнего Дюма и Бланше выгоняют, отобрав имущество и также сняв с них штаны. В ярости Дюма пишет князю письмо с угрозами, которое относит Бабадул. Однако князь разъяряется ещё больше и выгоняет Бабадула. Тогда Дюма и компания обращаются к местным абрекам с просьбой добыть им в набеге, куда те отправляются, оружие и одежду. Положение осложняется тем, что кредиторы Дюма, Лефер и Брево, являются на Кавказ и ищут его, чтобы вытребовать долг.
В поисках оружия Дюма и его друзья отправляются в Грузию, однако попадают на пир, во время которого Дюма удаётся перепить «главного тамаду». Они также встречают нищенку, которая рассказывает им о том, что много лет назад жена Вахвари пыталась убежать от него с другим, однако он догнал их, снял штаны с соперника, а его жена с тех пор ушла странствовать по горам. Князь тем временем обнаружил в отнятых у Дюма вещах рукопись второго тома романа «Граф Монте-Кристо» и со слезами на глазах зачитывался ей.
Абреки привозят из набега на оперный театр шпаги и костюмы мушкетёров. Нарядившись в них, Дюма, Бланше, Азамат, Бабадул и Ерофей нападают на князя и его людей. Во время стычки приходит нищенка (это и есть жена князя Тамарет), князь рад вновь обрести любимую жену, без которой он страдал 20 лет. Он примиряется со всеми и благословляет брак Азамата и Марджанет. Появляются кредиторы Дюма, от которых он и Бланше прыгают в реку — она впадает в Чёрное море, а дальше можно попасть в Средиземное, где «рукой подать до Марселя».

## В ролях
- Карлис Себрис — Дюма
- Виктор Павлов — слуга Дюма Бланше
- Владимир Этуш — Бабадул
- Иван Рыжов — солдат Ерофей
- Рамаз Чхиквадзе — Пинхас
- Лика Кавжарадзе — Марджанет
- Гега Кобахидзе — Азамат
- Кахи Кавсадзе — Атажук Вахвари
- Вахтанг Кикабидзе — Аркапос
- Картлос Марадишвили — Халилапрос
- Роман Карцев — Лефер
- Виктор Ильченко — Брево
- Вячеслав Баранов — поручик
- Мухарбек Аков
- Ясон (Зозо) Бакрадзе — хозяин гостиницы
- Казбек Исламович Бокоев
- Барасби Мулаев
- Бесо Хидашели — комиссар
- Василий Чхаидзе — тамада (озвучивает Эроси Манджгаладзе)

## Съёмочная группа
- Автор сценария: Резо Габриадзе
- Режиссёр-постановщик: Хасан Хажкасимов
- Главный оператор: Юрий Клименко
- Главные художники: Александр Дихтяр, В. Иванов
- Композитор: Гия Канчели
- Звукооператор: В. Заболоцкий
- Дирижёр: Д. Кахидзе
- Режиссёр: В. Макаров
- Оператор: К. Бадалов, М. Царькова
- Монтаж: В. Мироновой
- Грим. Л. Кузнецовой
- Костюмы: Н. Фадеевой
- Редактор: И. Соловьёва
- Директора съёмочной группы: А. Казачков, Н. Удовин